# João Fachini
João Fachini (Taió, 19 de julho de 1944) é um ex-padre católico e político brasileiro.
Nascido no Vale do Itajaí no seio duma família de origem italiana, Fachini se formou em filosofia pela Universidade Federal de Santa Catarina (UFSC) e em teologia na Suíça.
O político já coordenou a pastoral operária da igreja católica de Joinville e participou da implantação de comunidades eclesiais de base.
Em 1986 elegeu-se como o primeiro vereador do Partido dos Trabalhadores (PT) em Joinville e, na gestão de Luiz Henrique da Silveira, foi secretário de Bem Estar Social e secretário de Obras da regional sul de Joinville.
Fachini desligou-se do PT e filiou-se ao Partido Democrático Trabalhista (PDT), pelo qual concorreu a prefeitura em 1992, sendo derrotado. Em 2000 tentou retornar a Câmara de Vereadores, mas não obteve o sucesso eleitoral esperado.
Devido a conflitos internos, desfiliou-se do PDT, ingressando logo após no Partido Socialista Brasileiro (PSB), partido do qual foi vice-presidente em Joinville. Também foi cotado para ser candidato a vice-prefeito em 2004, na chapa encabeçada por Carlito Merss, fato que acabou não sendo concretizado devido a conflitos com ex-companheiros do PDT, que acabaram conquistando a vaga.
Em 2005 filiou-se ao recém fundado Partido Socialismo e Liberdade (PSOL), pelo qual concorreu ao cargo de Governador do Estado, em 2006. Logo após as eleições, desligou-se do partido ao apoiar, no segundo turno, o candidato à reeleição Luiz Henrique da Silveira, do Partido do Movimento Democrático Brasileiro (PMDB).
Em 2007 filiou-se definitivamente ao PMDB. Atualmente participa da Fundação Pauli Madi de Solidariedade e Vida, que mantém o programa de cozinhas comunitárias.